# Silentium
Silentium este o formație finlandeză de metal gotic.

## Membri
- Toni Lahtinen - chitară (din 1995)
- Juha Lehtioksa - chitară (din 1995)
- Matti Aikio - chitară bas, voce (din 1995)
- Riina Rinkinen - voce (din 2004)
- Sami Boman - clape (1995)

### Foști membri
- Jari Ojala - baterie (1995-1999)
- Tiina Lehvonen - voce (1998-2003)
- Jani Laaksonen - vioară (1995-2004)
- Janne Ojala - baterie (1999-2004)
- Anna Ilveskoski - voce (2003-2004)

## Discografie
- Endless Damnation (demo) (1991)
- Infinita Plango Vulnera (1999)
- SI.VM.ET.A.V.VM [EP] (2001)
- Altum (2001)
- Sufferion - Harmartia Of Prudence (2003)
- Seducia (2006)
- Amortean  (2009)